# Guilhufe e Urrô
Guilhufe e Urrô é uma freguesia portuguesa do município de Penafiel, com 7,32 km² de área e 3845 habitantes (censo de 2021). A sua densidade populacional é 525,3 hab./km².

## História
Foi criada aquando da reorganização administrativa de 2012/2013, resultando da agregação das antigas freguesias de Guilhufe e Urrô.

## Demografia
A população registada nos censos foi:
| Distribuição da População por Grupos Etários | Distribuição da População por Grupos Etários | Distribuição da População por Grupos Etários | Distribuição da População por Grupos Etários | Distribuição da População por Grupos Etários | Distribuição da População por Grupos Etários |
| -------------------------------------------- | -------------------------------------------- | -------------------------------------------- | -------------------------------------------- | -------------------------------------------- | -------------------------------------------- |
| Antes da agregação                           |                                              |                                              |                                              |                                              |                                              |
| Ano                                          | 0-14 anos                                    | 15-24 anos                                   | 25-64 anos                                   | >= 65 anos                                   | Total                                        |
| 2001                                         | 766                                          | 613                                          | 1980                                         | 335                                          | 3694                                         |
| 2011                                         | 680                                          | 525                                          | 2355                                         | 445                                          | 4005                                         |
| Após a agregação                             |                                              |                                              |                                              |                                              |                                              |
| Ano                                          | 0-14 anos                                    | 15-24 anos                                   | 25-64 anos                                   | >= 65 anos                                   | Total                                        |
| 2021                                         | 466                                          | 479                                          | 2190                                         | 710                                          | 3845                                         |